# Nick Green
Nicholas (Nick) David Green (ur. 4 października 1967 w Melbourne) – australijski wioślarz, dwukrotny złoty medalista olimpijski.
Oba medale zdobył płynąc w czwórce bez sternika. W Barcelonie zwyciężyła osada w składzie James Tomkins, Andrew Cooper, Mike McKay i Green, cztery lata później Coopera zastąpił Drew Ginn. Zdobył cztery złote medale mistrzostw świata, zawsze mając obok Tomkinsa.